# Grete Mostny
Grete Mostny Glaser (Linz, Austria, 17 de septiembre de 1914 - Santiago, 15 de diciembre de 1991) fue una académica de origen austriaco (nacionalizada chilena) que dedicó su vida a la investigación de las ciencias sociales en Chile, país al que llegó en el año 1939, junto a su madre, escapando de la amenaza y de la persecución del régimen nazi justo antes de la Segunda Guerra Mundial dado su origen judío. Su hermano menor, Kurt, las recibió en Chile, país en el que se había establecido meses antes. Fue directora del Museo Nacional de Historia Natural entre 1964 y 1982.

## Niñez, estudios en Austria y persecución nazi
Su nombre de nacimiento era Margarete Mostny. Fue hija de Paul Mostny y de Juliana Glaser y tuvo un hermano menor, llamado Kurt (Linz, Austria, 3 de marzo de 1919 - San Mateo, California, Estados Unidos, 29 de marzo de 2010). La familia de Grete Mostny era judía, sus antepasados se establecieron en Austria a mediados del siglo XIX, tras llegar desde Kaladey, en Bohemia (actual República Checa). En Linz los cinco hermanos que constituían el clan de los Mostny instalaron una fábrica de licores, que con los años se transformó en uno de los negocios judíos más importantes en la ciudad.
En 1924 Grete Mostny ingresa a la escuela secundaria de niñas de Linz, donde se graduó el 24 de junio de 1933. Posteriormente ingresa a estudiar a la Facultad de Artes de la Universidad de Viena. En el mes de diciembre de 1937 había realizado su tesis, que trataba sobre la vestimenta de las mujeres en el Antiguo Egipto. La tesis doctoral fue aprobada por el egiptólogo Wilhelm Czermak y por el arqueólogo Camillo Praschniker. Tres meses después, en marzo de 1938, cuando debía realizar su examen final, se produjo la anexión de Austria por parte de la Alemania nazi. Esto dio inicio a la persecución de los judíos, lo que provocó, entre otras cosas, su expulsión de la universidad junto con otros dos mil estudiantes judíos, y el inicio de una vida oculta. Asimismo, la familia Mostny debió huir. La madre de Grete escapó a Checoslovaquia, al tiempo que todos los activos que tenía la familia fueron expropiados en 1938.

## Formación y trabajos
Se formó en la Universidad de Viena, pero fue en la Universidad Libre de Bruselas, Bélgica, donde culminó sus estudios. En Bruselas obtuvo el grado de doctora (abandonó Austria con su tesis aprobada, pero sin el grado) en las disciplinas de filología, historia oriental y filosofía, con especialidad en egiptología y africanística. Era políglota y entre los idiomas que dominaba estaban el ruso, francés, alemán, inglés, italiano y portugués. Desde joven Grete Mostny tuvo que luchar por ganarse un lugar en una actividad casi en exclusivo masculina (sobre todo en cuanto a los trabajos en terreno), desafío que su amplio bagaje académico facilitó enormemente. Tras salir de Austria en 1938, pasó a Milán. En esa ciudad italiana trabajó en el Museo Sforzesco, en la sección de egiptología, y fue contratada por la Universidad de Milán para trabajar en la misión que esa casa de estudios tenía en Egipto.

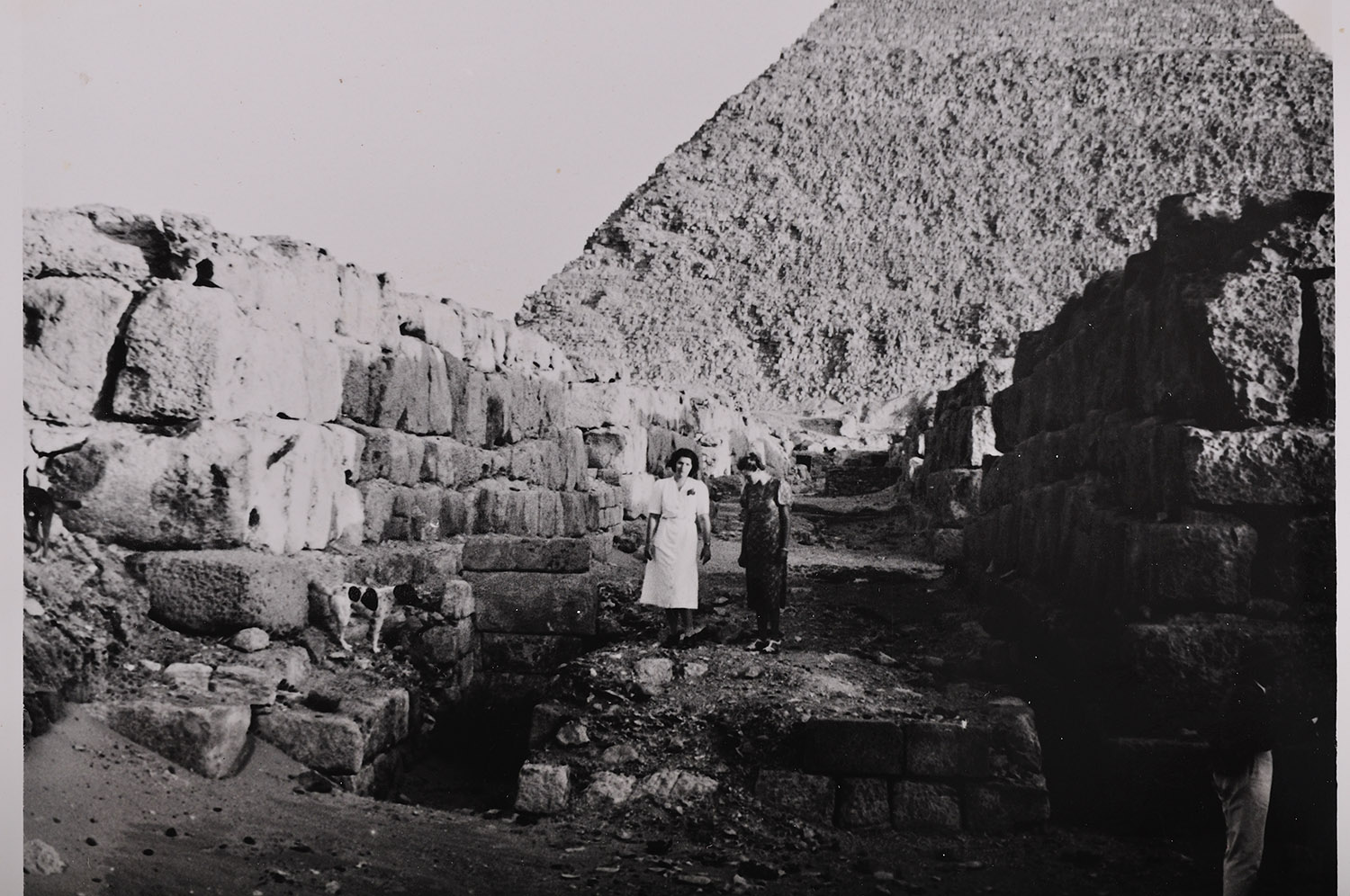
Grete Mostny en Guiza, Egipto, década de 1930.

Sus primeras investigaciones las realizó en el Valle de los Reyes de Luxor, y en el Templo de Medinet, pero luego se especializó en los temas de arqueología americana. Paralelamente también realizó trabajos museográficos en el Museo del Hombre de Francia. Su sólida formación en temas científicos y humanistas, especialmente en egiptología, ayudó a que en Chile existiera una contraparte para recibir a investigadores extranjeros que realizaron los primeros grandes trabajos en la arqueología chilena, además de constituir ella misma una conexión entre la labor arqueológica que se realizaba en el país y la academia universal. Esto se facilitó a partir del trabajo de Grete Mostny como Jefa de la Sección (actual Área Curatorial) de Antropología del Museo Nacional de Historia Natural de Chile, institución en la que se desempeñó durante más de cuarenta años. Finalizada la Segunda Guerra Mundial, el gobierno austriaco le envió a Grete Mostny su título de doctorado de la Universidad de Viena. Incluso el gobierno su país natal le pidió volver a Viena para trabajar en la universidad, sin embargo, la doctora Mostny rechazó la oferta y permaneció en Chile, adoptando la nacionalidad chilena en 1946. 
Grete Mostny continuó una vertiente antropológica del MNHN, que se inició con el influjo de Ricardo Latcham, director del MNHN entre los años 1928 y 1943. En este sentido, Mostny fue parte importante de una institución que durante más de dos décadas fue el único referente antropológico de Chile (asimismo por su antigüedad, prestigio científico y sus colecciones), hasta que la disciplina comenzó a ser enseñada por las universidades chilenas. En su primer año de trabajo en el MNHN, la doctora Mostny pudo poner en práctica sus conocimientos egiptológicos (en especial el manejo de la filología y la transliteración jeroglífica), al analizar la colección egipcia de la institución, en específico dos momias y tres sarcófagos, adquiridos en 1890. Este trabajo es considerado por la Sociedad de Estudios Egiptológicos de Chile, como el inicio de los estudios de esta índole en el país. De hecho este estudio egiptológico realizado por Grete Mostny es el primero realizado en Chile con materiales egipcios por un especialista con formación académica superior.
Grete Mostny fue una de las primeras antropólogas chilenas en utilizar información etnográfica para la interpretación de datos arqueológicos, como se puede apreciar en los trabajos que realizó sobre la religión de los pueblos atacameños y su estudio de la localidad atacameña de Peine en 1951. El aporte de Grete Mostny al estudio de la cultura atacameña se compara con los trabajos de Gustavo Le Paige, y marcó un hito en la etnografía, dado que hasta entonces el estudio de la zona atacameña estaba muy poco difundido. Hasta hoy sus investigaciones etnográficas de la zona no solamente fueron pioneras, sino que hasta la actualidad no han sido superadas. 
Grete Mostny fue un referente de la etnología chilena de la primera mitad del siglo XX, que se nutrió de las influencias y aportes de académicos de origen germano, como la propia Grete Mostny, Max Uhle y Martin Gusinde. También realizó, desde el MNHN, un extenso trabajo museológico, que se materializó en la formación del Centro Nacional de Museología en 1968, organismo pionero en su rubro a nivel latinoamericano, cuyo objetivo era la formación de profesionales en el ámbito de la museología, los cuales eran escasos en Chile. El Centro Nacional de Museología dejó de funcionar en diciembre de 1974, cuando egresó la última promoción de técnicos en museología, puesto que no se matricularon más alumnos en marzo del año anterior, a lo que se suma falta de campo laboral de los alumnos y el poco presupuesto con el que contaba el centro. Previamente, en 1959, Grete Mostny había impulsado activamente la creación de la Asociación de Museos de Chile y en 1964 se integró al Consejo de Monumentos Nacionales. Grete Mostny fue también quien representó a los museos chilenos en el Consejo Internacional de Museos (ICOM). Esto, más una continua participación en diversas organizaciones e instancias internacionales, nutrieron su idea de cómo debía ser un museo moderno. En 1977 organizó en el MNHN las Primeras Jornadas Museológicas Chilenas, instancia que fue la primera en que los trabajadores de museos chilenos, tanto estatales como privados, pudieron debatir sobre el quehacer museal y sobre lo que era necesario hacer para que los museos lograsen un funcionamiento óptimo.
Su bibliografía consta de aproximadamente 178 textos. Sus más de 120 artículos publicados tocaron temas como la arqueología, etnografía, antropología física, etnohistoria y arte rupestre, abarcando desde el paleoindio hasta la actualidad. Su libro Prehistoria de Chile de 1971 -versión actualizada del libro Culturas precolombinas de Chile de 1954-, es tal vez su principal publicación, que se caracteriza por su lenguaje sencillo y accesible.
Grete Mostny desarrolló en la Universidad de Chile una prolífica carrera docente, pues dictó una serie de cátedras, entre las que se cuentan las de Prehistoria Chilena, Prehistoria de América y Antropología en la Facultad de Filosofía y Educación, y Arte Primitivo, en la Facultad de Bellas Artes.

## Su labor en el MNHN

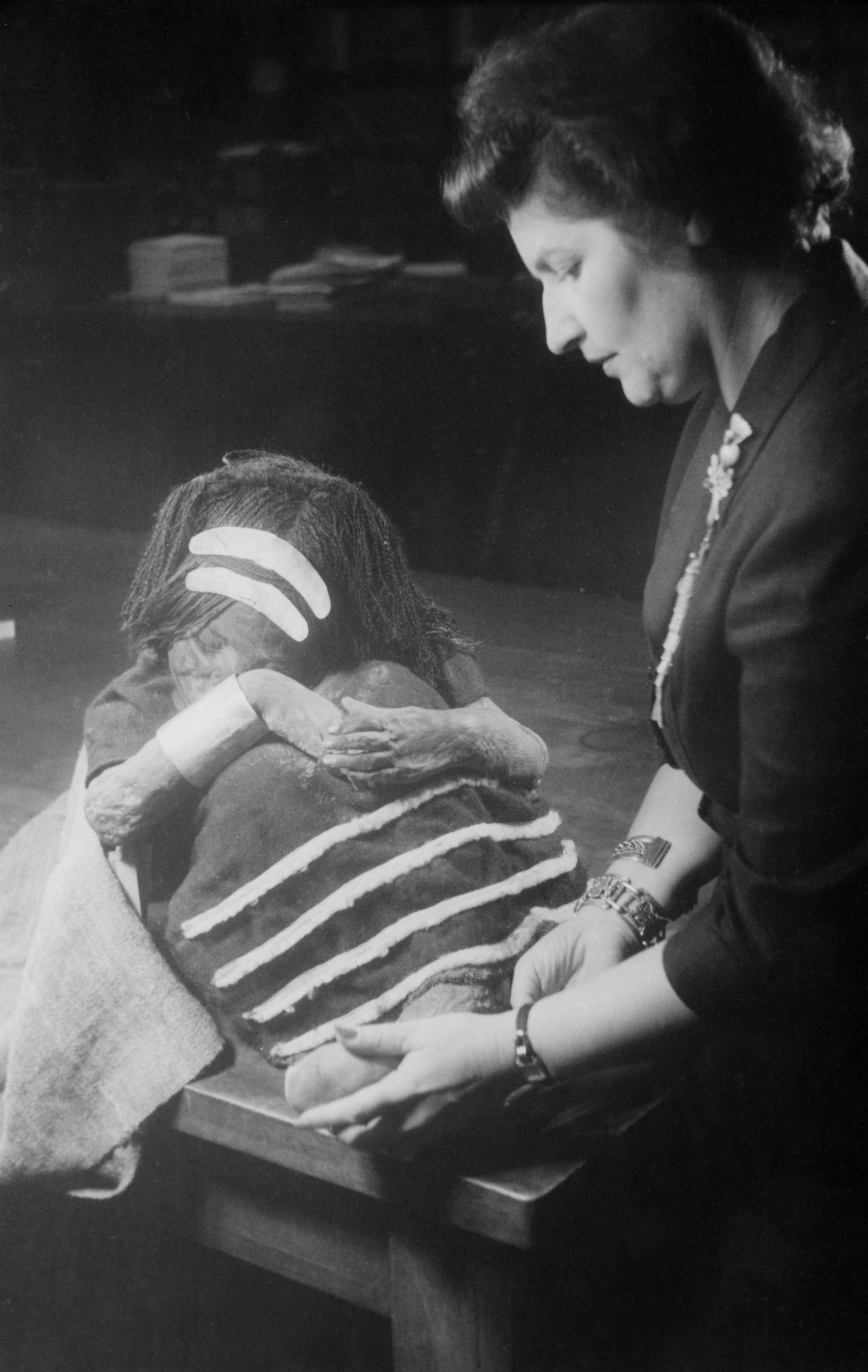
Grete Mostny, Directora del MNHN y el Niño del cerro El Plomo. Foto de Frans Stoppelman

Durante casi la totalidad su vida en Chile, Grete Mostny estuvo ligada al MNHN, museo en el que fue recibida por Ricardo Latcham, y comenzó trabajando como ayudante en la Sección de Antropología. No pasó mucho tiempo -escasos cuatro años- cuando asumió la jefatura de la Sección, y posteriormente fue Conservadora. En 1964 se transformó en la primera mujer en asumir la dirección del MNHN, sucediendo en el cargo a Humberto Fuenzalida, y se mantuvo como directora hasta 1982. En el museo, Grete Mostny realizó numerosos aportes al desarrollo de las ciencias en el país, destacando entre ellos la creación de las «Juventudes Científicas», organismo que ayudó en la formación de muchos actuales investigadores. Según la recuerdan quienes trabajaron con ella en el MNHN, Grete Mostny siempre fue «La Doctora» Mostny, un apelativo respetuoso de su figura como intelectual, pero también era conocida cariñosamente como «La Gringa», por sus marcados rasgos europeos. 
Llegó al MNHN en 1939, con sólo 25 años de edad, y comenzó como ayudante en la Sección de Antropología. Fue gracias a Ricardo Latcham que Mostny ingresó al museo, puesto que Latcham tenía interés en impulsar los estudios etnológicos y arqueológicos en Chile. Grete Mostny se destacó rápidamente en su labor y ya en 1943 asumió la jefatura de la sección, cargo que abandonaría sólo para asumir la dirección del museo, veintiún años después. Mostny siempre tuvo como directrices en su trabajo museal la conservación, la investigación científica y la divulgación del conocimiento. A partir de estos objetivos, Grete Mostny introdujo cambios en las vitrinas del museo, para exhibir de manera cercana las colecciones del MNHN. También habilitó salas didácticas y aplicó en el museo el concepto de «maletas científicas», para hacer portátil el conocimiento y llegar a todos los rincones del país. Uno de los primeros hitos de su gestión fue la obtención, en 1965, de fondos para reconstruir las alas poniente y surponiente, que seguían en ruinas como consecuencia del terremoto de abril de 1927. A esto se suma la instalación de nuevos laboratorios, gabinetes de trabajo y depósitos. En 1968 se pudo dar por oficialmente finalizada la restauración del museo, iniciada 40 años antes por Ricardo Latcham. Paralelamente a los trabajos en el edificio del MNHN, se crea el departamento educacional, antecedente de la actual Área de Educación del museo, que atiende los requerimientos de colegios, alumnos y profesores, que componen buena parte de quienes visitan la institución.
El legado de esta investigadora en el MNHN es cuantioso, pero tal vez una de sus herencias más visibles es la Feria Científica Nacional Juvenil, una de las actividades emblemáticas del Museo Nacional de Historia Natural. Esta feria tiene sus orígenes en las Juventudes Científicas, que Grete Mostny instituyó en 1967. Estas tenían como objetivo fomentar la práctica de las ciencias en niños y jóvenes en edad escolar, pero a través de una modalidad no formal de enseñanza, replicando un modelo europeo posterior a la Segunda Guerra Mundial. En sus inicios, las Juventudes Científicas contaron con cerca de 300 socios, lo que excedía las capacidades del propio MNHN, a lo que se sumó el creciente entusiasmo profesores e investigadores por participar. Esto derivó a que en 1970, cuando el museo celebraba el aniversario 140 de su fundación, se llevó a cabo la primera Feria Científica Juvenil entre los días 3 y 20 de octubre, una instancia organizada en la que los participantes (tanto socios de las Juventudes Científicas, así como estudiantes de diversos colegios) presentaron proyectos de investigación. En ese año inaugural la feria fue visitada por 40 mil personas y hasta la actualidad congrega a miles de personas cada año.
Grete Mostny enfrentó como directora del museo el golpe militar del 11 de septiembre de 1973, lo que complicó el escenario para el MNHN y para los museos chilenos en general. Despidos por razones políticas y reducciones de presupuesto fueron algunos de los obstáculos que surgieron tras el golpe de Estado que derrocó al gobierno de Salvador Allende. Pese a todo, Mostny mantuvo firme el timón al frente del museo y continuó trabajando y desarrollando la institución. Otro ejemplo palpable del legado de Grete Mostny en el MNHN es la colaboración en la creación, en 1956, del Noticiario Mensual, bajo la dirección de Humberto Fuenzalida. El Noticiario Mensual es publicación que tiene por objeto difundir la labor que se hace en el museo, acercar ese trabajo hacia el público y estimular en las personas el cultivo de la ciencia. La propia Grete Mostny consideraba al Noticiario como una forma de vincularse con los visitantes, mediante una publicación que presentara el trabajo de cada área, pero de forma sencilla, didáctica y accesible, sin descuidar el rigor científico. Cuando el Noticiario Mensual cumplió un año de vida, Grete Mostny escribe en el editorial del número doce: «Al publicar el primer número teníamos cierto temor, cómo iba a resultar este experimento. ¿Se convencerá el público que el Noticiario era bueno, aunque se distribuía gratuitamente y no quería otra cosa que ser leído? ¿Será posible mantener la publicación a base de avisos y donaciones? ¿Se encontrarán siempre colaboradores científicos, dispuestos a dedicarle un poco de su tiempo y ajustar su trabajo a la comprensión de un público no especializado? Tenemos la satisfacción de poder decir que todo ha ido bien».
Hacia fines de los años setenta, se inició el proyecto de remodelación del primer piso del museo, con motivo de su aniversario 150, remodelación que culminó en diciembre de 1981, y cuyo centro sería la exhibición permanente Chile Biogeográfico. En 1982 Grete Mostny se retiró de la dirección del MNHN, luego de consagrar más de cuatro décadas de trabajo por los museos, la arqueología, la educación y la difusión de la ciencia. Fue sucedida en el cargo por Hans Niemeyer Fernández. 
En una entrevista en la revista Paula, en marzo de 1982, se habla del retiro de Grete Mostny del MNHN: «Su despedida fue sencilla. Ningún aplauso, ninguna medalla. Fue ella quien dijo "muchas gracias". "Me voy satisfecha. El Museo ha cambiado, ha crecido y ha mejorado. Claro, estaría más feliz si hubiera logrado mayores adelantos, pero el trabajo de pionero es difícil y lento"».

### Trabajo con el Niño del cerro El Plomo
En el año 1954 realizó los estudios preliminares del Niño del cerro El Plomo, hallazgo del cuerpo congelado de un niño, ofrendado en un santuario de altura adyacente a la cuenca de Santiago, correspondiente a evidencias del ritual incaico de Capa Cocha. Dos de los arrieros que encontraron el cuerpo del niño, Luis Gerardo Ríos Barrueto y Guillermo Chacón Carrasco, acudieron al MNHN -luego de no ser recibidos en el Museo Histórico Nacional- para comunicar el hallazgo del cuerpo. La doctora Mostny, Jefa del Área de Antropología en la época, al darse cuenta del valor del hallazgo, mostró gran interés y pidió más antecedentes. Los arrieros le mostraron entonces una estatuilla de plata, con tejidos indígenas y un tocado de plumas, encontrado junto al cuerpo. Un mes después, Grete Mostny se trasladó a Puente Alto, desde donde los arrieros comenzaron su trayecto hasta el cerro El Plomo. Luego de observar el cuerpo, la doctora Mostny instó al entonces director del MNHN, Humberto Fuenzalida, a adquirir el cuerpo, dado que era un tesoro de valor incalculable. Grete Mostny no se equivocó, puesto que el cuerpo es actualmente una de las piezas más valiosas del MNHN, y constituyó un hallazgo de alcances mundiales, pues era el primer niño indígena sacrificado, encontrado en tan óptimas condiciones de conservación.
En 1959 el tomo XXVII el Boletín del Museo Nacional de Historia Natural estuvo por entero dedicado al Niño del Cerro El Plomo. La edición de esa publicación estuvo a cargo de la doctora Mostny, quien también aporta artículos sobre el estado de conservación del conjunto arqueológico, sobre los objetos encontrados junto al niño y sobre los incas en Chile.

## Reconocimientos y últimos años

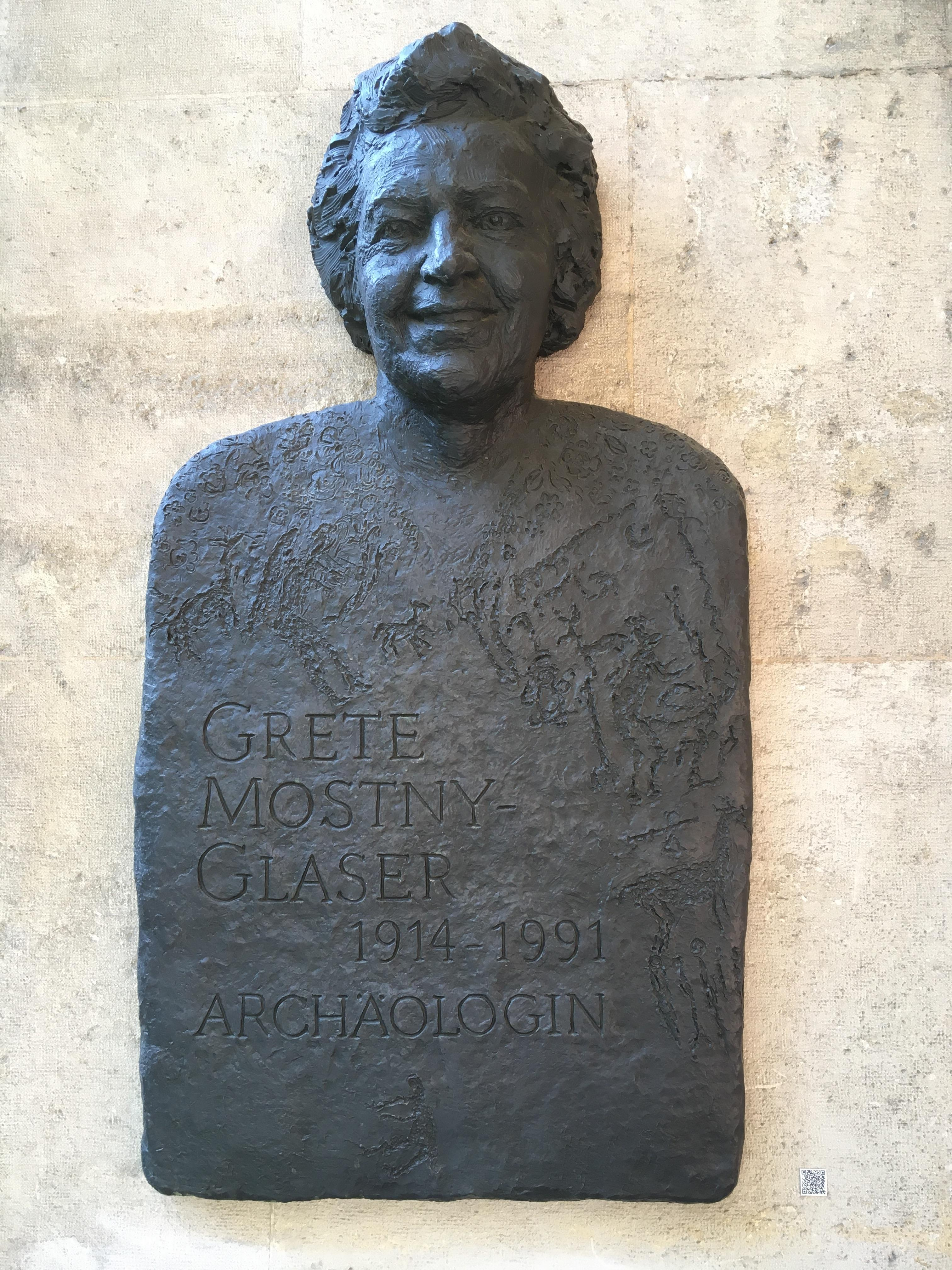
Monumento a Grete Mostny en la Universidad de Viena, Austria, obra de Karin Frank.

En febrero de 1980 Grete Mostny contrajo matrimonio en segundas nupcias con Juan Gómez Millas, quien se desempeñó como rector de la Universidad de Chile entre 1953 y 1963, y fue ministro de Educación en 1953 y entre 1964 y 1968. Cuando se casaron, Gómez Millas tenía 80 años y Grete Mostny 66. Previamente, la doctora Mostny estuvo casada con Fischel Wassner, dueño de una fábrica de sombreros, de quien enviudó a comienzos de los años sesenta. Grete y Juan Gómez Millas se conocieron, como señalan en una entrevista al diario El Mercurio de octubre de 1980, en la Universidad de Chile donde ambos formaban parte del Departamento de Historia. También coincidieron en más de una ocasión cuando Millas fue ministro de Educación y Mostny directora del MNHN. 
Grete Mostny falleció el 15 de diciembre de 1991, producto de un cáncer. Sus restos fueron cremados en el Cementerio General de Santiago. Poco después de su muerte fue homenajeada por el Congreso Nacional de Chile en pleno con un minuto de silencio. En años anteriores fue objeto de diversos homenajes y reconocimientos a su labor, como el doctorado honoris causa que le otorgó la Universidad del Cuzco, Perú, en 1949. En 1967 fue condecorada por el gobierno de Austria por méritos en Artes y Ciencias. El 9 de junio de 1977 fue nombrada como Miembro Honorario de la Sociedad Chilena de Arqueología, en una ceremonia realizada en el salón de honor de la Universidad de Chile. El presidente de la Sociedad Chilena de Arqueología era en ese entonces Hans Niemeyer, colaborador de Grete Mostny en el MNHN, y quien la sucedería en la dirección del museo en 1982. En la ceremonia también intervino Juan Gómez Millas, quien contraería matrimonio con Grete Mostny tres años más tarde, en 1980. En el discurso que la doctora dio en esa ocasión señaló que «Hay personas que han nacido para recibir homenajes y los aceptan como algo a que tienen derecho. Yo no pertenezco a ellas. Pertenezco, en cambio, a ese grupo de privilegiados para los cuales su profesión coincide con sus intereses, y así su trabajo se transforma en juego. Estas personas entonces se asombran y les cuesta creer que otros, realmente, consideren meritorio lo que para ellas es satisfacción y felicidad (...) mi único mérito quizás es el haber sido un eslabón más que ha permitido que no se rompa la cadena del saber antropológico en Chile».
En 2013 la Facultad de Historia y Estudios Culturales de la Universidad de Viena instituyó el Grete-Mostny-Dissertationspreis, que premia a las mejores tesis doctorales. Posteriormente, el 30 de junio de 2016, en el marco del aniversario 650 de la universidad, se inauguraron siete esculturas de destacadas científicas austriacas, entre ellas, Grete Mostny. El monumento fue obra de la artista Karin Frank y se encuentra en el Arkadenhof de la universidad, remediando el hecho de que hasta ese momento, la gran mayoría de las esculturas ubicadas en la casa de estudios homenajeaban a hombres. En 2018, el capítulo chileno del Consejo Internacional de Museos, ICOM, instituyó el Premio Grete Mostny para reconocer buenas prácticas museográficas.
En la Feria Científica Nacional Juvenil, creada por la doctora Mostny en 1970 y realizada anualmente en el MNHN, se entrega el Premio Grete Mostny, que distingue al mejor proyecto en las áreas propias del museo. Además, el mismo año 2013, el Museo Nacional de Historia Natural bautizó como «Greta» a la ballena que está emplazada en el salón central del edificio, cuyo esqueleto fue completamente restaurado. La ballena (un ejemplar de Baleonoptera borealis) es el símbolo principal del museo al cual la doctora Grete Mostny estuvo ligada más de cuatro décadas, y del cual fue una de sus directoras más ilustres y recordadas. El nombre de este símbolo también honra la memoria de Grete Mostny Glaser. En noviembre de 2022, el MNHN anunció la creación del Archivo Documental Grete Mostny, un trabajo emprendido por el historiador chileno Erick Figueroa, y que documenta el voluminoso registro -que consta de más de 14.000 documentos- que Grete Mostny dejó en el museo.